# Serie A (Eishockey)
Die  Italian Hockey League - Serie A ist die höchste Eishockey-Liga Italiens. Die erste italienische Eishockeymeisterschaft wurde erstmals 1925 als Coupe Cinzano ausgespielt, der 1927 rückwirkend zur italienischen Meisterschaft erklärt wurde. 1935 wurden die Serie A und die Serie B gegründet. In den 1990ern und 2000ern wurde die höchste Liga teilweise in Serie A1 und Serie A2 geteilt, 2013/14 wurde der Name Elite.A benutzt. Seit 2016/17 spielen die Clubs der Serie A gleichzeitig in der Alps Hockey League, die italienische Meisterschaft hieß 2017/18 Italian Hockey League Elite, seit 2018 IHL Serie A.
Rekordmeister ist der HC Bozen mit 19 Meistertiteln, der inzwischen jedoch in der internationalen österreichischen ICE Hockey League spielt, vor dem SG Cortina mit 17 Meistertiteln. 32 Meistertitel gingen an verschiedene Vereine in Mailand.

## Geschichte

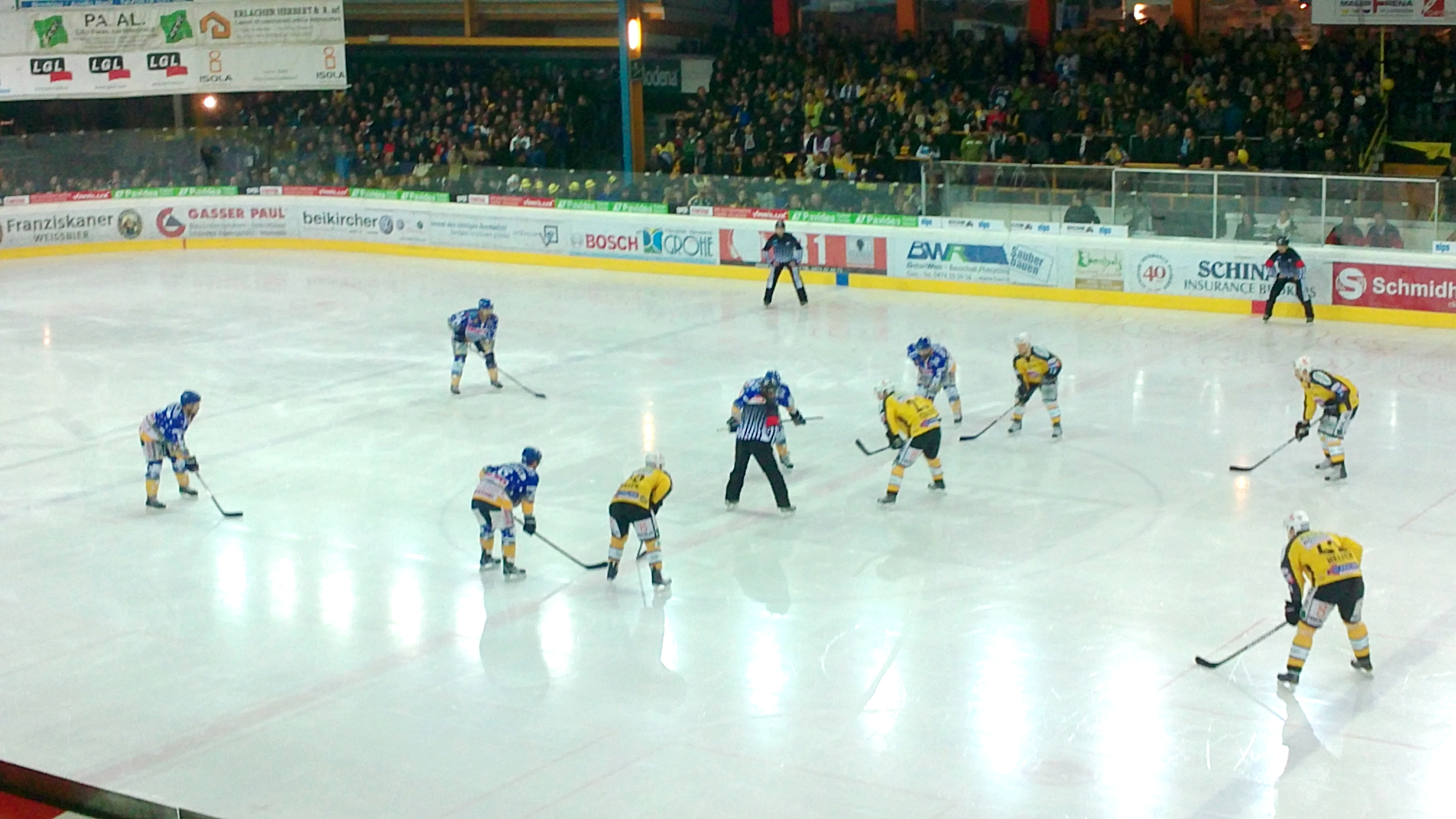
Erster Puckeinwurf Finalspiel 2010/11 Pustertal-Asiago

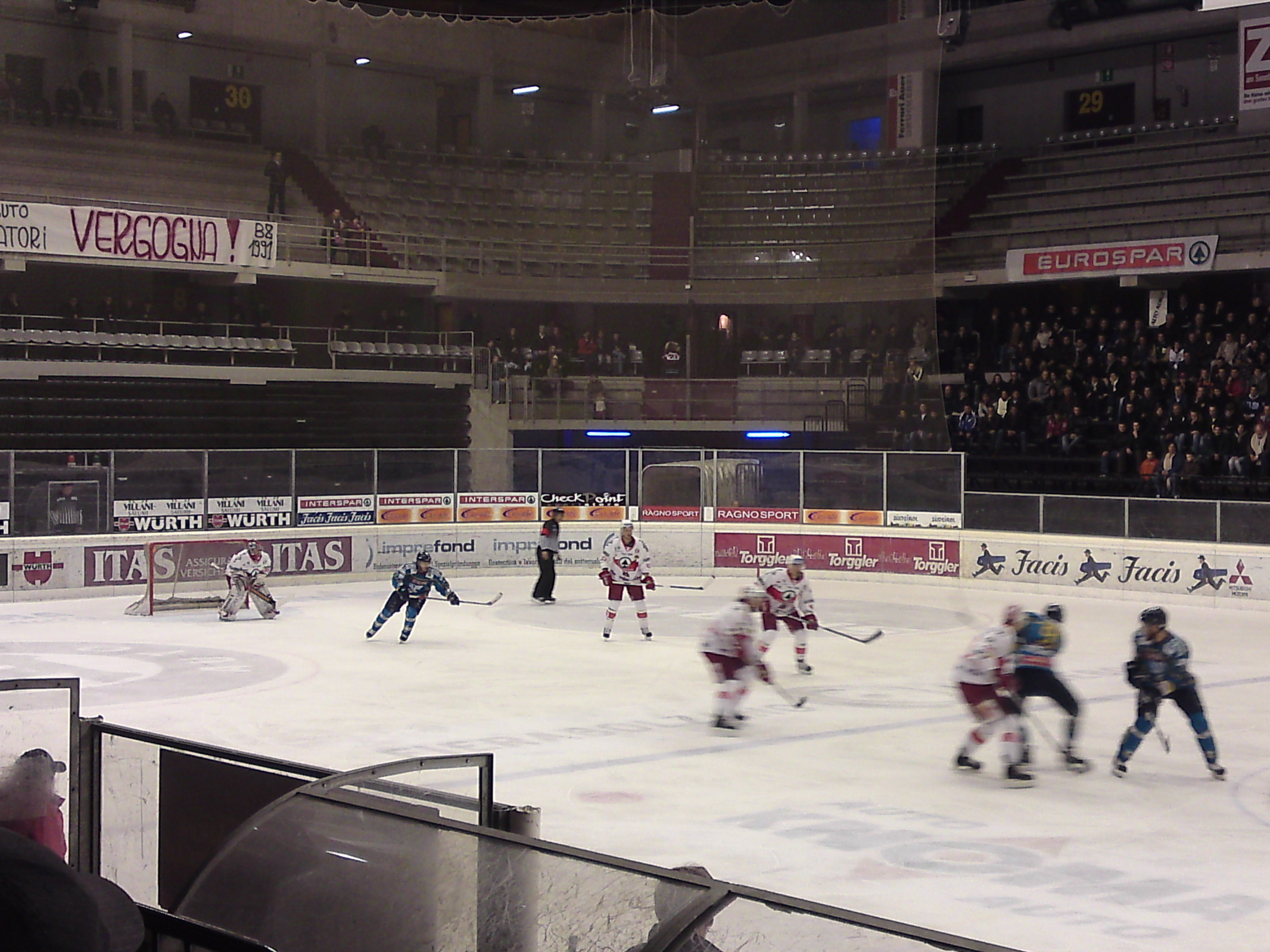
Ein Spiel der Saison 2009/10 zwischen dem HC Bozen und dem SG Pontebba in der Eiswelle von Bozen

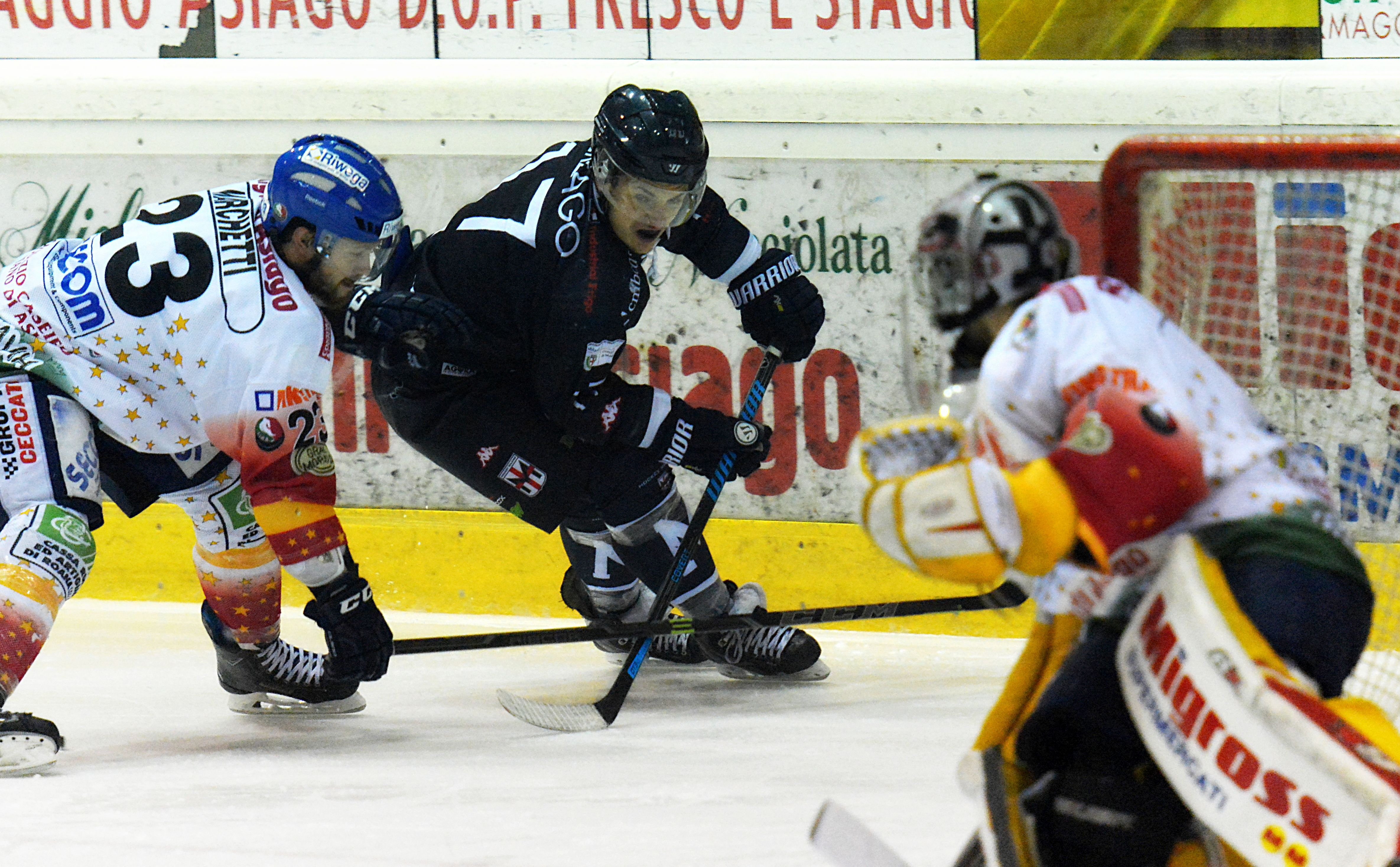
Spielszene aus der Saison 2014/15

In der Saison 2007/08 nahmen neun Teams am Ligabetrieb teil, Meister wurde der HC Bozen. Nach der regulären Saison folgen zwei sogenannte Masterrunden mit zwei Gruppen, verteilt nach der Saisonplatzierung. Je nach Platzierung in der Masterrunde spielen die Vereine dann in einer Play-off-Runde im Modus Best-of-Five, beginnend mit dem Viertelfinale, den Meister aus.
In der Saison 2008/09 nahmen acht Mannschaften an der Meisterschaft teil. Nach der regulären Saison folgte eine Zwischenrunde und danach schließlich die Play-offs bzw. Play-out. Vier Mannschaften der insgesamt Acht spielten Play-off, die anderen Vier spielten Play-out. Play-off begegneten sich der erst- und viertplatzierte (HC Bozen und SG Cortina) sowie der zweit und drittplatzierte (SV Ritten und HC Pustertal). Gespielt wurde dabei Best-of-seven. Der SV Ritten und der HC Bozen qualifizierten sich für das Finale, wobei der HC Bozen den Meistertitel gewann.
Nachdem im Sommer 2014 den Mannschaften der zweiten Liga, die im Jahr zuvor an der INL (zweithöchste österreichische Liga) die Teilnahme an genannten Meisterschaft verboten wurde und sie damit nach nur einem Jahr zur Rückkehr nach Italien gezwungen waren, wurden die zwei Ligen zusammengelegt und also nahmen in der Saison 2014/15 zwölf Teams an der Liga teil. Zudem entschloss man sich wieder den alten Namen (Serie A) zu verwenden.
Vor der Saison 2017/18 wurde eine weitere Ligareform durchgeführt, dabei wurde das Ligasystem in Italian Hockey League umbenannt. Die höchste Spielklasse – die IHL Elite – wird durch die Teilnehmer der Alps Hockey League ausgespielt, wobei sich vier Mannschaften für das Liga-Finale qualifizieren.
Der Spielbetrieb wird von der FISG (Italienischer Eishockeyverband) organisiert. Wie im Fußball erhält der Gewinner der Meisterschaft den Scudetto, eine Plakette in den italienischen Nationalfarben, die er in der Folgesaison auf dem Trikot tragen darf.
Rekordmeister der Liga ist der HC Bozen (der seit der Saison 2013/14 an der Erste Bank Eishockey Liga, der höchsten österreichischen Liga, teilnimmt) mit 19 Titeln vor dem SG Cortina mit 16 Titeln und dem HC Milano mit 15 Titeln.
Außerdem findet in jedem Jahr die Coppa Italia sowie die Supercoppa parallel zur regulären Saison statt.
Die nächsttiefere italienische Spielklasse war bis 2017 die Serie B, die seither Italian Hockey League heißt.

## Vereine 2020/21
| Team                 | Stadt                       | Spielstätte                    | Kapazität |
| -------------------- | --------------------------- | ------------------------------ | --------- |
| Asiago Hockey        | Asiago, Venetien            | Pala Hodegart                  | 2200      |
| SG Cortina           | Cortina d’Ampezzo, Venetien | Olympisches Eisstadion Cortina | 2700      |
| SHC Fassa            | Canazei, Trentino           | Gianmario Scola                | 3500      |
| HC Gherdëina         | Wolkenstein, Südtirol       | Eisstadion Pranives            | 2000      |
| HC Pustertal         | Bruneck, Südtirol           | Rienzstadion                   | 2150      |
| Ritten Sport         | Ritten, Südtirol            | Ritten Arena                   | 1200      |
| WSV Sterzing Broncos | Sterzing, Südtirol          | Weihenstephan Arena            | 1700      |

## Meister der ersten italienischen Liga
- 1925 HC Milano
- 1926 HC Milano
- 1927 HC Milano
- 1930 HC Milano
- 1931 HC Milano
- 1932 SG Cortina
- 1933 HC Milano
- 1934 HC Milano
- 1935 HC Diavoli Rossoneri Milano
- 1936 HC Diavoli Rossoneri Milano
- 1937 ADG Milano
- 1938 AMDG Milano[1]
- 1941 AMDG Milano[1]
- 1947 HC Milano
- 1948 HC Milano
- 1949 HC Diavoli Rossoneri Milano
- 1950 HC Milano
- 1951 HC Milano
- 1952 HC Milano
- 1953 HC Diavoli Rossoneri Milano
- 1954 HC Milano
- 1955 HC Milano
- 1957 SG Cortina
- 1958 Milan Inter HC[2]
- 1959 SG Cortina
- 1960 Diavoli HC Milano
- 1961 SG Cortina
- 1962 SG Cortina
- 1963 HC Bozen
- 1964 SG Cortina
- 1965 SG Cortina
- 1966 SG Cortina
- 1967 SG Cortina
- 1968 SG Cortina
- 1969 HC Gröden
- 1970 SG Cortina
- 1971 SG Cortina
- 1972 SG Cortina
- 1973 HC Bozen
- 1974 SG Cortina
- 1975 SG Cortina
- 1976 HC Gröden
- 1977 HC Bozen
- 1978 HC Bozen
- 1979 HC Bozen
- 1980 HC Gröden
- 1981 HC Gröden
- 1982 HC Bozen
- 1983 HC Bozen
- 1984 HC Bozen
- 1985 HC Bozen
- 1986 HC Meran
- 1987 AS Mastini Varese Hockey
- 1988 HC Bozen
- 1989 AS Mastini Varese Hockey
- 1990 HC Bozen
- 1991 HC Milano Saima
- 1992 HC Devils Milano
- 1993 HC Devils Milano
- 1994 AC Milan[3]
- 1995 HC Bozen
- 1996 HC Bozen
- 1997 HC Bozen
- 1998 HC Bozen
- 1999 HC Meran
- 2000 HC Bozen
- 2001 AS Asiago Hockey
- 2002 HC Milano Vipers
- 2003 HC Milano Vipers
- 2004 HC Milano Vipers
- 2005 HC Milano Vipers
- 2006 HC Milano Vipers
- 2007 SG Cortina
- 2008 HC Bozen
- 2009 HC Bozen
- 2010 AS Asiago Hockey
- 2011 AS Asiago Hockey
- 2012 HC Bozen
- 2013 AS Asiago Hockey
- 2014 Ritten Sport
- 2015 AS Asiago Hockey
- 2016 Ritten Sport
- 2017 Ritten Sport
- 2018 Ritter Buam
- 2019 Ritter Buam
- 2020 AS Asiago Hockey
- 2021 AS Asiago Hockey
- 2022 AS Asiago Hockey
- 2023 SG Cortina
- 2024 Rittner Buam